# Dwór w Bistuszowej
Dwór w Bistuszowej – zabytkowy dworek szlachecki w miejscowości Bistuszowa w powiecie tarnowskim w województwie małopolskim. 
Jest to parterowy budynek zbudowany w duchu klasycystycznym, na planie prostokąta. Od frontu znajduje się ganek kolumnowy. Dwór otacza 3,5 hektarowy park, znajdują się w nim dwa stawy, a także blisko 1000-letni dąb – pomnik przyrody.
Wybudowany w 2. połowie XVII wieku, pod koniec XVIII wieku został przebudowany do obecnego kształtu. Dwór w latach 1882–1946 był siedzibą właścicieli wsi z rodu Bossowskich herbu Ślepowron. Po II wojnie światowej, w wyniku reformy rolnej  został znacjonalizowany. Do 1993 roku był użytkowany m.in. jako szkoła, przedszkole, ośrodek kolonijny, ulegając stopniowemu zniszczeniu. Od 2002 stanowi własność prywatną, po gruntownym remoncie wykorzystywany jest na spotkania biznesowe oraz imprezy okolicznościowe i rozrywkowe.